# روتوفرينو
روتوفرينو (بالإيطالية: Rottofreno)‏ هي بلدية في مقاطعة بياتشنزا في إقليم إميليا رومانيا الإيطالي.

## السكان
في سنة 1861 بلغ عدد السكان 3٬073 نسمة، وتطور العدد ليصل في سنة 2011 لـ 11٬641 نسمة.
يظهر هذا المخطط البياني تطور النمو السكاني لـ روتوفرينو